# Pagiophyllum
Pagiophyllum — форма роду викопних хвойних листяних рослин. Рослини цього роду по-різному відносять до кількох різних груп хвойних, включаючи Araucariaceae і Cheirolepidiaceae. Вони були знайдені по всій земній кулі від кам’яновугільного до крейдяного періоду.

## Місця знаходження
- У геопарку Палеоррота в Бразилії. Верхній тріасовий період, формація Санта-Марія[4].